# マーク・E・プラット
マーク・E・プラット（Marc E. Platt、1957年 - ）は、アメリカ合衆国出身の映画製作者。しばしばマーク・プラット（Marc Platt）ともクレジットされる。

## 経歴
1979年にペンシルベニア大学を卒業したのち、ニューヨーク大学・ロー・スクールを卒業し、法律業の世界で働いた。その後、演劇関連の仕事に付き、後に映画界にも進出。オライオン、トライスター、ユニバーサルの3つの映画製作会社の社長に就任し、就任中に『プリティ・ウーマン』、『ザ・エージェント』、『フィラデルフィア』などのヒット作を生み出した。

## 主な製作
- プッシーキャッツ Josie and the Pussycats (2001)
- キューティ・ブロンド Legally Blonde (2001)
- ダンス・レボリューション　Honey (2003)
- キューティ・ブロンド/ハッピーMAX Legally Blonde 2: Red, White & Blonde (2003)
- パーフェクト・マン うそからはじまる運命の恋 The Perfect Man (2005)
- コップ・アウト 〜刑事した奴ら〜 Cop Out (2010)
- スコット・ピルグリム VS. 邪悪な元カレ軍団 Scott Pilgrim vs. the World (2010)
- ドライヴ Drive  (2011)
- エビデンス -全滅- Evidence (2013)
- ロスト・リバー Lost River (2014)
- ニューヨーク 冬物語 Winter's Tale (2014)
- ブリッジ・オブ・スパイ Bridge of Spies (2015)
- ラ・ラ・ランド La La Land (2016)
- ガール・オン・ザ・トレイン The Girl on the Train (2016)
- ビリー・リンの永遠の一日 Billy Lynn's Long Halftime Walk (2016)
- おとぎ話を忘れたくて Nappily Ever After (2018)
- シカゴ7裁判 The Trial of the Chicago 7 (2020)
- クルエラ Cruella (2021)
- ブロードウェイ ドリーム! Better Nate Than Ever (2022)
- バビロン Babylon (2022)
- リトル・マーメイド The Little Mermaid (2023)
- スコット・ピルグリム テイクス・オフ Scott Pilgrim Takes Off (2023) 製作責任者
- 白雪姫 (2025年の映画) Snow White (2025)